# Paradoxe de Faraday
Pour les articles homonymes, voir Faraday.

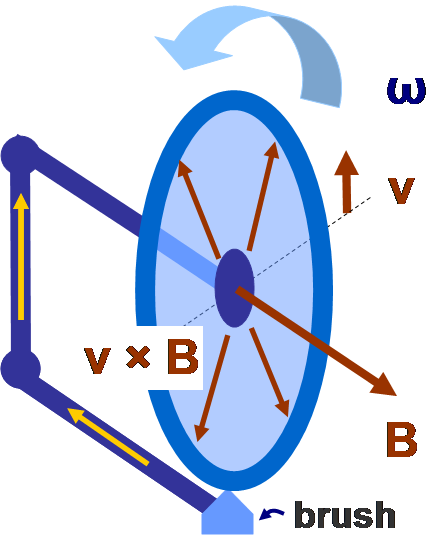
Brosse brush, champ magnétique statique B, rotation ω, sa composante tangentielle v, force de Lorentz v × B.

Lorsque l'on fait tourner le disque d'aluminium, on peut capter une tension sur le voltmètre. Si, par contre, seul l'aimant est mis en rotation, la lecture de la tension reste nulle. Si l'on fait tourner l'aimant et le disque en aluminium, on peut mesurer une tension.

Le paradoxe de Faraday est une expérience décrite pour la première fois par Michael Faraday, qui semble à première vue contredire sa loi d'induction.

## Montage
Le dispositif expérimental se compose d'un aimant permanent cylindrique et d'un disque conducteur lui faisant face. Tous deux partagent un axe de rotation et peuvent tourner sur cet axe indépendamment l'un de l'autre. L'axe de symétrie de l'aimant et du disque coïncide avec l'axe de rotation, et l'aimant a sa polarisation dans la direction axiale (c'est-à-dire que les pôles sont sur l'axe). La tension électrique est mesurée sur le disque entre l'axe et son bord ; pour ce faire, deux contacts sont placés respectivement sur la périphérie et près de l'axe du disque ; ces contacts sont glissants et ne tournent pas avec le disque.

## Problématique
Si l'on fait tourner le disque alors que l'aimant est au repos, une tension est produite aux bornes. Cela peut être décrit par la force de Lorentz ou la règle du flux (induction unipolaire). La tension aux bornes apparaît également lorsque le disque et l'aimant sont reliés mécaniquement et déplacés ensemble. Si, par contre, seul l'aimant est déplacé et que le disque est au repos, aucune tension aux bornes n'apparaît. Cela laissait Faraday perplexe car il supposait que tout ce qui importait pour que la tension se produise était que le disque se déplace contre l'aimant.

## Explication
En fait, le champ magnétique de l'aimant permanent est (en grande partie) indépendant de sa rotation. Cela ne fait donc aucune différence que l'aimant tourne ou non sur son axe. En revanche, pour un observateur au repos, la force de Lorentz agit sur les électrons du disque dès qu'ils sont déplacés dans le champ magnétique. Par conséquent, une tension est mesurée entre les contacts glissants stationnaires pour cet observateur, lorsque le disque tourne.
Si maintenant nous considérons l'expérience non pas du point de vue de l'observateur au repos, mais comme un observateur se déplaçant avec le disque (en rotation autour de l'axe), nous mesurerons toujours une tension nulle entre deux points fixes du disque, comme s'il ne se passait rien ; car le champ magnétique est indépendant de toute rotation de l'aimant. Par contre, une tension d'induction sera mesurée dans le circuit entre les contacts glissants rotatifs (pour cet observateur) ; car ce circuit est un conducteur se déplaçant (tournant) dans un champ magnétique.
Cet effet, qui n'est pas facile à comprendre, a donné lieu à de nombreux malentendus et donc, par exemple, à diverses tentatives de construction d'une sorte de machine à mouvement perpétuel, la « machine N », sur la base de l'induction unipolaire.